# Arbus (Medio Campidano)
Arbus is een gemeente in de Italiaanse provincie Zuid-Sardinië (regio Sardinië) en telt 6895 inwoners (31-12-2004). De oppervlakte bedraagt 267,16 km², de bevolkingsdichtheid is 26 inwoners per km².
De volgende frazioni maken deel uit van de gemeente: Montevecchio, Ingurtosu, S.Antonio di Santadi.

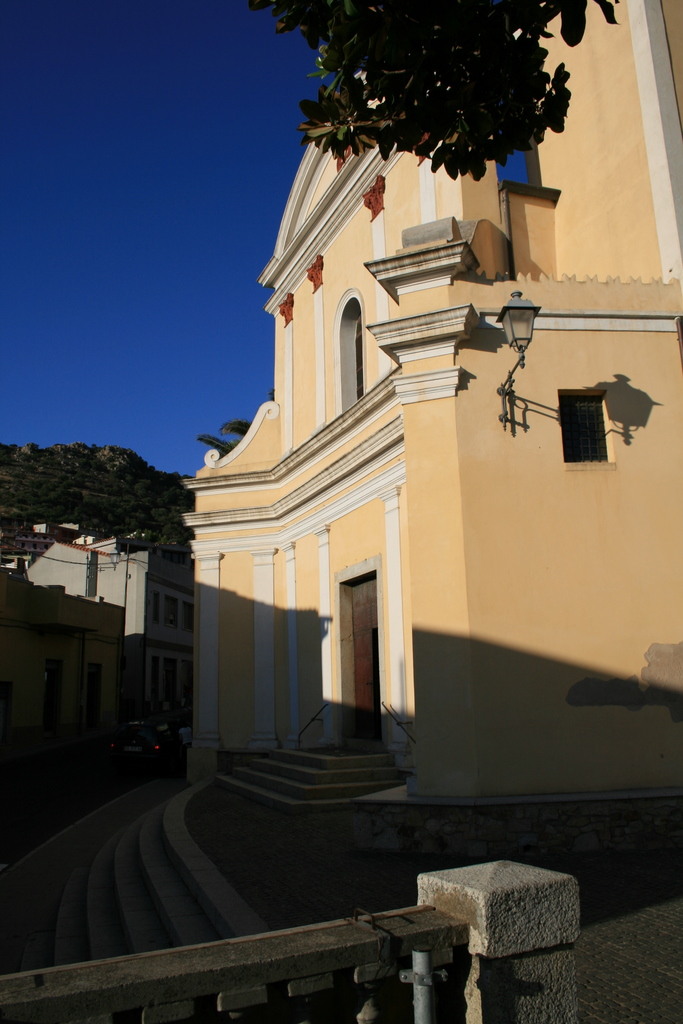
Kerk van San Sebastiano
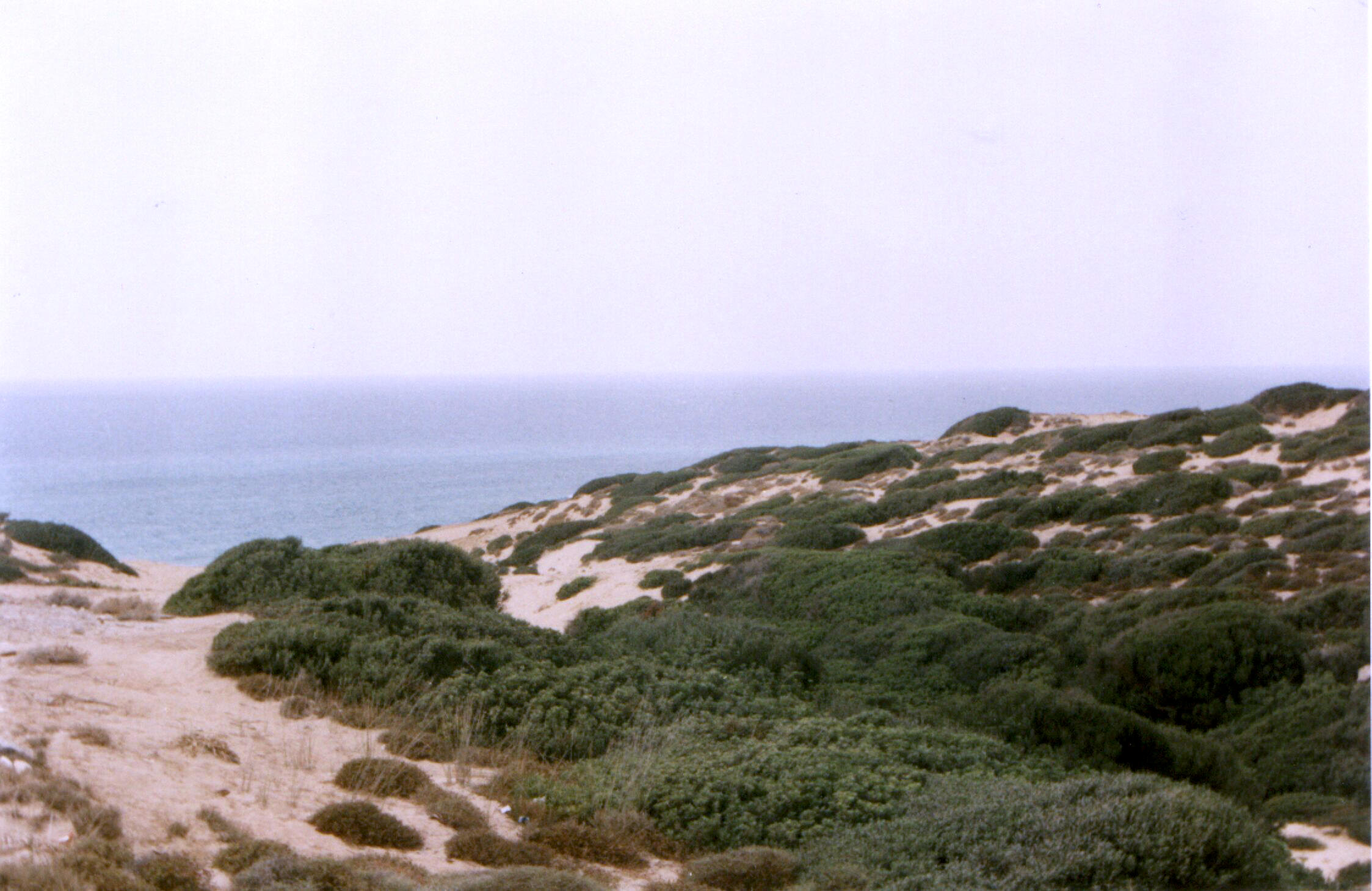
Kust bij Arbus
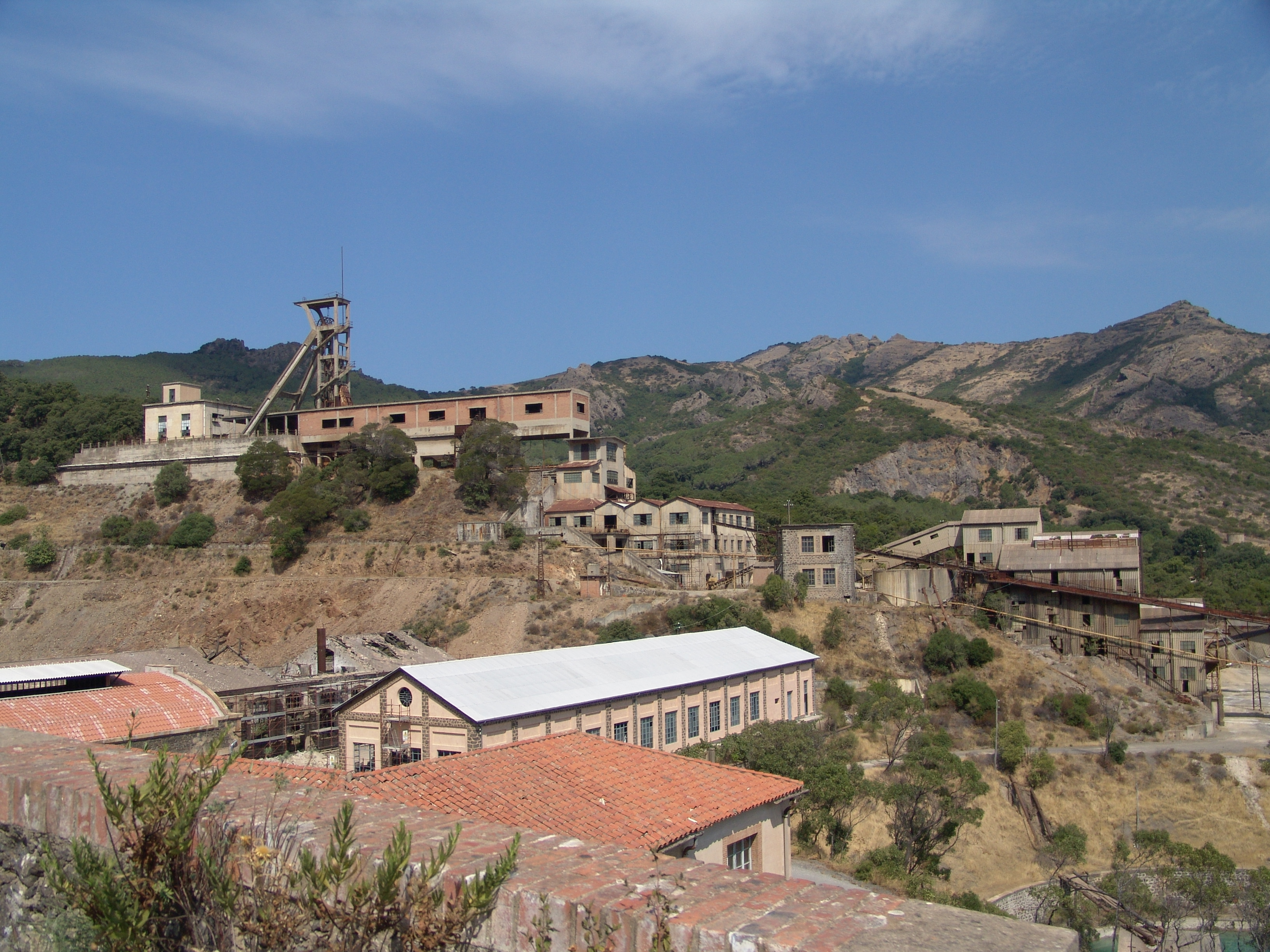
Miniera di Montevecchio

## Geografie
De gemeente ligt op ongeveer 314 m boven zeeniveau.
Arbus grenst aan de volgende gemeenten: Fluminimaggiore (CI), Gonnosfanadiga, Guspini, Terralba (OR).